# Teknősök
A teknősök (Testudines vagy Chelonia), régiesen teknősbékák vagy teknőcök a hüllők (Reptilia) osztályának egy monofiletikus rendje. Jellegzetességük a mellkas és medenceöv csontjaiból összeforrt, dobozszerű páncél, mely minden más gerincestől megkülönbözteti őket. A rendbe közel 360 faj tartozik, megtalálhatók a legtöbb földrészen, a sósvízi fajok pedig a legtöbb óceánban és tengerben. Szárazföldi vagy vízi, ragadozó, növényevő vagy mindenevő életmódú állatok, kivétel nélkül tojásokkal szaporodnak. Számos fajuk hosszú életkort érhet meg. Egyeseket az ember táplálékként hasznosít, mások díszállatokként közkedveltek. Az emberi tevékenység és a klímaváltozás következtében sok fajuk megritkult, többet a kihalás veszélye fenyeget.

## Felépítésük

### Páncél
A teknősök páncélja elsősorban csontos képződmény, melyet a hátgerinc, a bordák, a szegycsont és a medenceöv együttese hoz létre. A lapockák a gerincesek között egyedülálló módon a mellkason belül találhatók. A páncélt kívülről rendszerint kemény szarulemezek borítják, de egyes fajoknál ezek hiányozhatnak. Hátpajzsra (karapax) és haspajzsra (plasztron) osztható, ezek rendszertani csoporttól függően többé-kevésbé csatlakoznak egymáshoz a testoldalak mentén. A legtöbb faj képes fejét és végtagjait legalább részben visszahúzni a páncélba. A páncél formáját és szerkezetét az egyes fajok életmódja határozza meg. A vízi életmódú teknősökre lapított, a szárazföldiekre magas, boltozatos páncél jellemző, de kivételek is akadnak. A résteknős (Malacochersus tornieri) páncélja például szárazföldi életmódja ellenére rendkívül lapos, lehetővé téve, hogy az állat szűk sziklarepedésekben húzza meg magát. A páncél keménysége is változó, főleg a szárazföldi fajoknál rendkívül szilárd és ellenálló, máskor egészen lágy lehet, például a lágyhéjú teknősök (Trionychidae) esetében. Utóbbiak páncélját szarulemezek helyett csak megvastagodott bőr fedi. Bizonyos teknősök a has- vagy hátpajzsukon található zsanérszerű hajlat segítségével képesek páncéljukba teljesen bezárkózni.

### Fej és nyak
A teknősök koponyája igen szilárd és tömör, a ma élő amnióták között egyedülálló, mivel nem rendelkezik egyetlen halántékablakkal sem. Ezt régen az ősi anapszida hüllőkkel való rokonság bizonyítékaként kezelték, ma már azonban tudjuk, hogy a teknősök evolúciójuk során másodlagosan veszítették el halántékablakukat. Fogakkal nem rendelkeznek, szájukat ehelyett éles, csőrszerű szarú  határolja. Egyes ragadozó fajok igen erős állkapcsokkal rendelkeznek, a keselyűteknős (Macrochelys temminckii) harapása a krokodilok után a legerősebb az állatvilágban. Nyakuk nyolc csigolyából áll, rendszerint meglehetősen hosszú és hajlékony, ez teszi lehetővé a fej páncélba való visszahúzását is. A nyakfordító teknősök nyakukat oldalra hajlítva rejtik fejüket páncéljuk alá, míg a nyakrejtő teknősök nyaka függőleges síkon s-alakban behajlik, egyenesen hátrafelé húzva vissza a fejet.

### Végtagok és mozgás
A legtöbb teknős a páncél súlya miatt a szárazföldön közismerten lassan mozog. A vízi fajok viszont gyakran igen gyors úszásra képesek, a tengeri teknősök például elérhetik a 30 km/h-s sebességet is. Utóbbiak igen kitartó úszók is, szaporodóhelyeikre vonulva rendkívül nagy távolságokat képesek megtenni. A szárazföldi teknősök ujjonjárók, végtagjaik oszlopszerűek, a mellsők számos fajnál ellaposodnak és erős karmokban végződnek, ezáltal ásásra alkalmasak. A vízi teknősök talponjárók, lábaik úszóhártyásak. A tengeri és egyes édesvízi fajok végtagjai ellaposodott uszonyokká alakultak.

### Légzés
A tüdő a testüreg felső részén, közvetlenül a hátpáncél alatt található. Szilárd páncéljuk miatt a teknősök nem képesek mellkas tágulása és szűkülése révén lélegezni. Légzés közben a légzőizmok megemelik, illetve lefelé húzzák a tüdő alatt elhelyezkedő belső szerveket, így ezek hol összenyomják, hol tágulásra késztetik a tüdőt. A teknősök az egyetlen gerincesek, amelyeknél a ki- és belégzés is aktív izommunkát feltételez. A vízi teknősök tüdőlégzésük mellett kloákájukon és garatjukon keresztül a víz alatt is képesek bizonyos fokú gázcserét folytatni.

### Keringés
A teknősök szíve háromrekeszes, a jobb és bal kamra nem különül el teljesen egymástól, így a kis- és nagyvérkör között vérátjárás van, ennek mértékét azonban egyes teknősök képesek aktívan befolyásolni.

### Kiválasztás
A többi hüllőhöz és a madarakhoz hasonlóan (de az emlősökkel ellentétben) a teknősök nagy mennyiségű húgysavat ürítenek, mely félszilárd, fehér színű anyagként távozik a szervezetből, rendszerint az ürülékkel egyidőben. A húgyhólyag egy- vagy kétlebenyes, a tengeri teknősöké két mellékhólyaggal van ellátva. A szárazföldi fajok hólyagja vízraktárként működik, ahonnan a nedvesség szükség esetén visszaszívódik a szervezetbe. A sósvízi fajok a felesleges sókat sűrű folyadék formájában választják ki könnymirigyeiken keresztül, emiatt szabad levegőn folyton könnyezni látszanak.

### Hőszabályozás

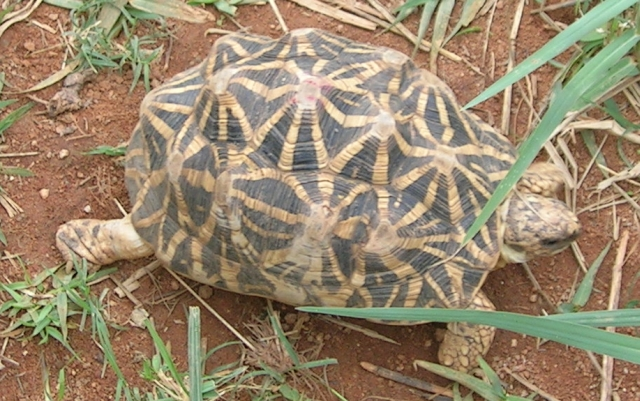
Indiai csillagteknős (Geochelone elegans)

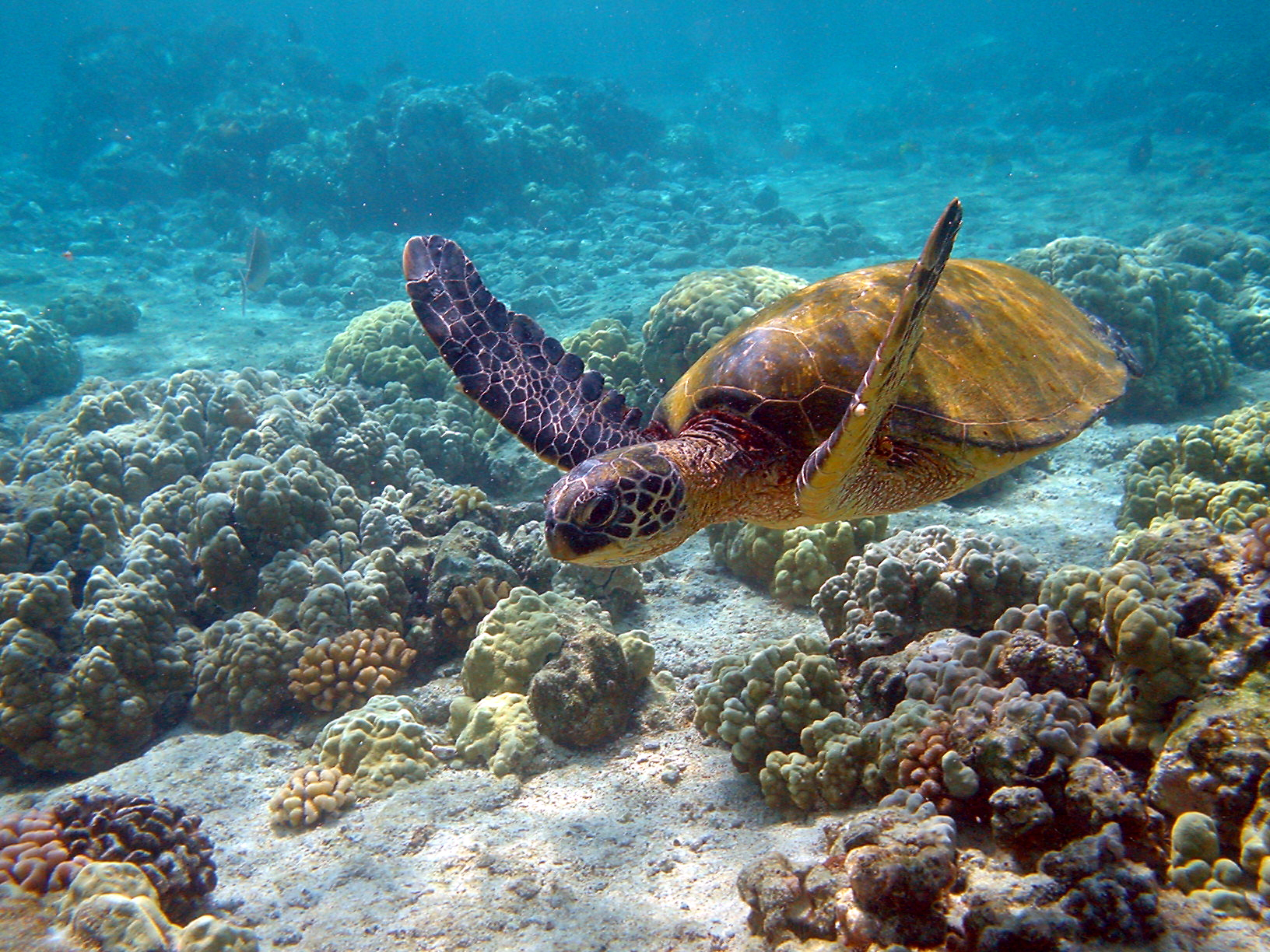
Közönséges levesteknős (Chelonia mydas) egy Hawaii melletti korallzátonynál

A teknősök a legtöbb ma élő hüllőhöz hasonlóan változó testhőmérsékletű állatok, testük hőmérsékletét elsősorban a külső hőmérséklet határozza meg. Hőszabályozásuk különböző viselkedésbeli és fiziológiai alkalmazkodások révén történik. A legtöbb szárazföldi és édesvízi teknős a napon melegíti fel testét, a hőség elől pedig víz alá, árnyékba vagy föld alatti üregekbe húzódik. A természetes hőtől való függőségük következtében a szárazföldi teknősök elterjedése a Föld melegebb vidékeire korlátozódik, a vízi fajok valamivel hidegtűrőbbek a vízi közeg jó hőmegtartó képessége miatt. Egyes nagy termetű fajok gigantotermia révén képesek hőmérsékletüket huzamosabb ideig fenntartani. A kérgesteknős (Dermochelys coriacea) esetében a törzs és a végtagok gyűjtő- és osztóerei között ellenáramú hőcsere történik, ezáltal csökken a hőveszteség.

### Érzékszervek
Látásuk jól fejlett, az emberhez hasonlóan legalább három alapszínt képesek felismerni. Külső fülük nincs, dobhártyájukat kívülről szarupikkely borítja. Szaglásuk kifinomult, ebben számos fajnál a szájpadláson található Jacobson-féle szerv is szerepet játszik.

## Életmódjuk

### Táplálkozás
A teknősök között egyaránt találunk ragadozó, növényevő és mindenevő fajokat. A szárazföldi teknősökre lassú mozgásuk miatt elsősorban a növényevő életmód jellemző, bár számos fajuk kisebb gerincteleneket és döghúst is fogyaszt. A vízi teknősök ezzel szemben főként ragadozók, bár rendszerint növényeket is fogyasztanak. Általában elmondható, hogy a fiatalok nagyobb arányban fogyasztanak állati táplálékot, mint a kifejlett egyedek. A mocsári teknős (Emys orbicularis) az év nagy részében ragadozó életmódot folytat, a nyári időszakban viszont nagy mennyiségű vízinövényt fogyaszthat. Míg egyes teknősök aktívan üldözik zsákmányukat, mások inkább lesből támadnak. Az észak-amerikai keselyűteknős az aljazon feküdve mozdulatlanul, nyitott szájjal vár áldozatára, melyet a nyelvén található, féregre hasonlító függelékkel csal magához. Míg a legtöbb vízi teknős étrendjét tekintve generalistának mondható, egyes fajok erősen táplálék-specialisták. A cserepesteknős (Eretmochelys imbricata) például tengeri szivacsokkal táplálkozik, a kérgesteknős pedig szinte kizárólag medúzákat fogyaszt.

### Hibernáció
A mérsékelt övi teknősök a hideg időszakot rendszerint hibernációval vészelik át. A hőmérséklet csökkenésével lassan beszüntetik aktivitásukat, életműködéseik rendkívüli mértékben lelassulnak. A szárazföldi fajok ez időre a talajba ássák be magukat, a víziek rendszerint az iszapba. Oxigénigényük ezalatt annyira lecsökken, hogy a kloákán keresztül történő passzív gázcsere is elegendő számukra. A fogságban tartott teknősök télen is ébren tarthatók, de a teleltetett állatok rendszerint egészségesebbek és hosszabb életűek.

### Szaporodás
A különböző teknősfajok változatos párzási szokásokat fejlesztettek ki. A víziteknősöknél a kopulációt jellegzetes násztánc előzi meg, mely során a hím a nősténnyel szemben hátrafelé úszik, miközben mellső lábait előre nyújtva integető mozdulatokat végez. A szárazföldi teknősök hímjei lökdöső mozdulattal veszik rá a nőstényeket a párzásra, illetve ugyanígy küzdenek meg riválisaikkal. Párzás közben a hím a nőstény hátára mászik – ebben homorú haspáncélja segítheti – , az aktus alatt pedig rendszerint magas, sipító hangokat ad ki.
A teknősök valamennyi faja tojásokkal szaporodik, melyeket a nőstények szárazföldön, a talajba ásott üregekben helyeznek el. A tengeri teknősök hosszú vándorutakat képesek megtenni, hogy tojásrakás céljából felkeressék ugyanazt a partszakaszt, ahol maguk is kikeltek. Utódgondozás egy fajnál sem figyelhető meg. A utódok nemét a legtöbb fajnál (de nem mindegyiknél) az inkubációs hőmérséklet határozza meg, a hímek alacsonyabb, a nőstények magasabb hőmérsékleten fejlődnek ki.

### Egyedfejlődés és élettartam
A teknősök többsége egész életében növekszik, bár az ivarérettség elérése után a növekedés erősen lelassul. Maximális életkorukat sok esetben eltúlozzák, bár egyes fajok, különösen az óriásteknősök valóban igen magas kort érhetnek meg. Az eddigi legmagasabb bizonyított életkort a Jonathan nevű aldabrai óriásteknős (Aldabrachelys gigantea) érte el, jelenleg 190 éves (2022). A mocsári teknős átlagos élettartama kb. 40 év. A görög teknős (Testudo hermanni) kivételes esetekben a 100 éves kort is megérheti.

### Predáció
A teknősök fiatal korukban vannak a leginkább kitéve a ragadozók támadásainak, páncéljuk ekkor még viszonylag lágy, kevés védelmet biztosít. A fiatalkori halandóság gyakran igen magas, ezt igyekszik ellensúlyozni a nagyszámú utód létrehozása: a cserepesteknős egyetlen fészekaljában akár 200 tojás is lehet. A kifejlett teknősök, főként a nagytestű fajok kevesebb természetes ellenséggel rendelkeznek. A szárazföldi teknősökre egyes ragadozó madarak vadásznak nagy sikerrel, a teknőst a levegőbe emelve, majd kemény talajra, sziklákra ejtve törik fel annak páncélját. A kifejlett tengeri teknősökre főként a cápák jelentenek veszélyt, a tigriscápa (Galeocerdo cuvier) fogazata például kifejezetten a teknőspáncél feltörésére specializálódott. Egyes teknősöket az ember is elfogyaszt, a legnagyobb veszélyt azonban más antropogén hatások, például az élőhely-átalakítás vagy a tengeri halászhálók jelentik.

## Rendszerezés és evolúció

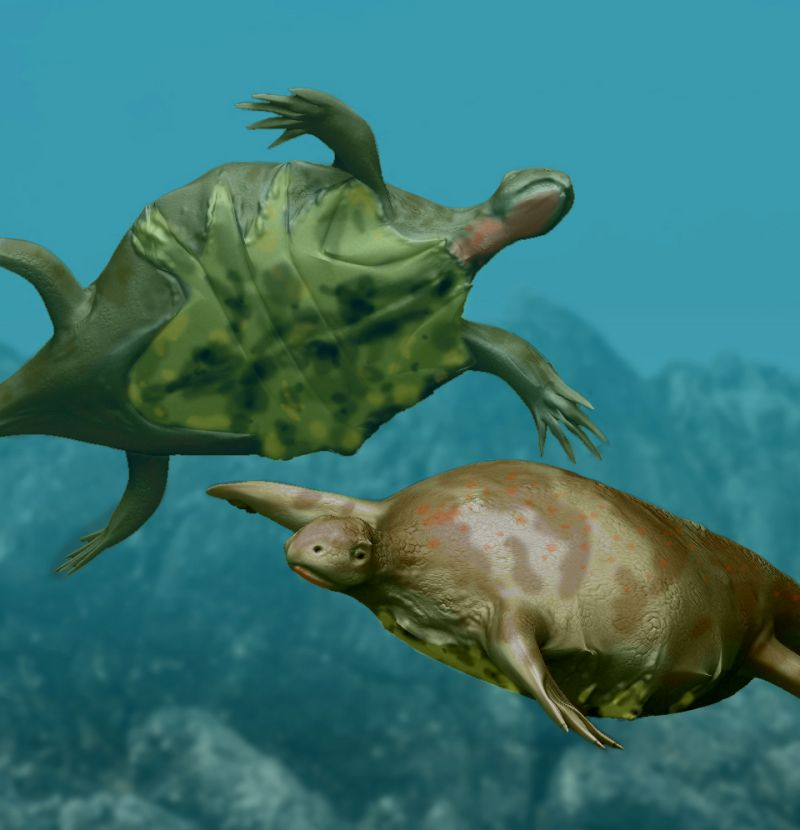
Odontochelys az egyik legrégebbi ismert teknős nem

A teknősök törzsfejlődéséről kevés információ áll rendelkezésre. Kialakulásuk a felső Triászra tehető, 200-230 millió évvel ezelőttre. Az egyik legősibb ismert forma, a Pappochelys még gyíkszerű állat volt, de kiszélesedett, dobozszerű mellkast alkotó bordái már teknősszerű jellegét mutatják. Az első valódi teknősnek az Odontochelyst tekintik. Ez vízben élő állat volt, melynek még csak haspáncélja fejlődött ki.
A csoport kladisztikai besorolása a hüllőkön belül jelenleg is vita tárgyát képezi. Jellegzetes, halántékablak nélküli koponyájuk miatt a teknősöket régen az ősi anapszida hüllőkkel rokonították, azonban ma már tudjuk, hogy őseik diapszida hüllők voltak, melyek másodlagosan veszítették el halántékablakukat. Jelenleg a legtöbb szerző úgy gondolja, hogy a ma élő csoportok közül a teknősök leginkább a krokodilokat (Crocodilomorpha) és a madarakat (Aves) is tartalmazó Archosaurusokhoz állnak a legközelebb.
A ma élő teknősöket 2 alrendre és 13 családra osztjuk:
Nyakrejtő teknősök (Cryptodira)
- aligátorteknős-félék (Chelydridae)
- tengeriteknős-félék (Cheloniidae)
- kérgesteknősfélék (Dermochelyidae)
- Tabasco-teknősfélék (Dermatemydidae)
- iszapteknősfélék (Kinosternidae)
- nagyfejűteknős-félék (Platysternidae)
- mocsáriteknős-félék (Emydidae)
- földiteknősfélék (Geoemydidae)
- szárazföldi teknősfélék (Testudinidae)
- kétkarmúteknős-félék (Carettochelyidae)
- lágyhéjú teknősfélék (Trionychidae)
- Meiolaniidae - kihalt

Nyakfordító teknősök (Pleurodira)
- kígyónyakúteknős-félék (Chelidae)
- sisakteknősfélék (Pelomedusidae)

## A kultúrában
Az emberi kultúrában gyakran jelennek meg teknősök. Bár közmondásosan a lassúság jelképei, a róluk kialakult kép (a legtöbb más hüllővel ellentétben) mégis inkább pozitívnak mondható. Gyakran asszociálják őket a hosszú élettel. A Hindu hitvilágban a világot tartó négy elefánt a Kurma nevű hatalmas teknős hátán áll. A görög mitológiában Hermész isten egyik jelképe a teknőspáncélból készült lant, melynek hangjával a mítosz szerint Apollónt engesztelte ki, miután elhajtotta annak teheneit.
A teknősök húsa különösen a múltban számított jelentős táplálékforrásnak, az ázsiai kultúrában ma is van jelentősége. A tengeri teknősök, különösen a levesteknős (Chelonia mydas) húsából készült teknősleves régen az angol gasztronómiában számított ínyencségnek. A tengeri teknősök páncélját borító szarulemezeket régen használati- és dísztárgyak készítésére használták. Napjainkban a tengeri teknősök védelmet élveznek, a velük és a tőlük származó termékekkel való kereskedelmet a Washingtoni Egyezmény szigorúan szabályozza.
Egyes teknősfajok kedvelt terráriumi díszállatok. A vízi fajok közül főként az ékszerteknős (Trachemys scripta) emelhető ki, melynek szabadon engedett egyedei a világ egyes részein, így a Kárpát-medencében is vadon élő állományokat hoztak létre, vetélytársakként pedig veszélyt jelentenek az őshonos teknősökre.

## Természetvédelmi helyzet
Az emberi tevékenység következtében számos teknősfaj vált veszélyeztetetté. A legfőbb veszélyeztető tényezők közé tartozik az élőhelyvesztés, az állatok begyűjtése emberi felhasználás céljából, a vizek szennyezése és a klímaváltozás is. A veszélyeztetett fajok arányát tekintve a teknősök a főemlősök (Primates) után a második helyen állnak a gerincesek között. A nyugati államokban a veszélyeztetett fajok elpusztítását és kereskedelmét napjainkban már törvény tiltja. Az ázsiai államokban, ahol a teknősök ma is fontos élelmiszerforrást képviselnek, a vadon élő populációkat kímélendő újabban teknősfarmokkal igyekeznek a keresletet kielégíteni.